# Habitat for Humanity

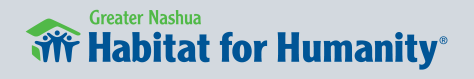
Logo

Habitat for Humanity (din engleză Habitat pentru Umanitate) este o organizație neguvernamentală internațională ce caută să elimine adăpostirea sarăcăcioasă și lipsa de adăpost din întreaga lume și să facă din locuirea în condiții decente o problemă de conștiință și de acțiune perpetuă a comunităților afectate de această situație. Este o mișcare creștin-ecumenică, non-profit care construiește și reabilitează locuințe pentru familii defavorizate. Organizația a fost fondată în 1976 în SUA de către Millard și Linda Fuller.
La nivel global Habitat for Humanity Internațional a construit peste 600.000 de locuințe. Peste 3 milioane de oameni din mai mult de 3.000 de comunități din 80 de țări au beneficiat de programele Habitat.
Habitat for Humanity activează și în România prin programele la nivel național și prin organizațiile Habitat afiliate din Beiuș, Cluj, Pitești, Rădăuți, Craiova, Comănești, Cumpăna și Ploiești. Până în 2013, mai mult de 4.000 de familii nevoiașe din România au beneficiat de sprijinul organizației.

## Legături Externe
- Habitat for Humanity România
- Habitat International